# بيرسي كليفورد
بيرسي كليفورد (بالإنجليزية: Percy Clifford)‏ (و. 1877 – 1942 م) هو لاعب كرة قدم، ومدرب كرة قدم من المملكة المتحدة لبريطانيا العظمى وأيرلندا، والمملكة المتحدة، ولد في كورنوال، بدأ مشواره المهني سنة 1902، توفي عن عمر يناهز 65 عاماً.